# Бардул Даути
Бардул Даути (на албански: Bardhyl Dauti; на македонска литературна норма: Бардул Даути) е политик от Северна Македония от албански произход.

## Биография
Роден е на 4 август 1982 година в град Тетово. Първоначално учи икономика в Университета на Югоизточна Европа в Тетово (2001 – 2005). През 2007 година завършва магистратура по икономика и бизнес анализ в Университета в Стафордшир. През 2015 година защитава докторска дисертация на тема „Детерминанти и търговски ефекти на чуждестранните директни инвестиции в страните от Югоизточна Европа с особен акцент на Македония“ в Икономическия факултет на Люблянския университет. Доцент е в Икономическия факултет на Тетовския университет. От 4 юни 2018 година е министър без ресор, отговарящ за чуждестранните инвестиции. Бил е общински съветник в община Тетово и депутат в Събранието на Република Македония (от 2016).